# Deltocephalus vulgaris
Deltocephalus vulgaris är en insektsart som beskrevs av Dash och Chandrasekhara A. Viraktamath 1998. Deltocephalus vulgaris ingår i släktet Deltocephalus och familjen dvärgstritar. Inga underarter finns listade i Catalogue of Life.